# Lepturges yucca
Lepturges yucca es una especie de escarabajo longicornio del género Lepturges, categorizada en la tribu Acanthocinini, de la subfamilia Lamiinae. Fue descrita por Schaeffer en 1905.

## Descripción
Mide 5,5-9 mm de longitud.

## Distribución
Se distribuye por Estados Unidos y México.